# Jan II van Chalon-Auxerre
Jan II van Chalon-Auxerre (1292-1362) was van 1304 tot aan zijn dood graaf van Auxerre en van 1308 tot 1335 graaf van Tonnerre. Hij behoorde tot het huis Chalon.

## Levensloop
Jan II was de zoon van graaf Willem van Chalon-Auxerre en diens echtgenote Eleonora, dochter van graaf Amadeus V van Savoye. 
In 1304 volgde hij zijn vader op twaalfjarige leeftijd op als graaf van Auxerre. Wegens zijn minderjarigheid werd hij tot in 1309 onder het regentschap geplaatst van zijn grootvader Jan I van Chalon-Auxerre. Na het overlijden van zijn oudtante Margaretha, de schoonzus van zijn grootvader Jan I, werd Jan II in 1308 eveneens graaf van Tonnerre. Na het overlijden van zijn grootvader Jan I in 1309 begon hij zelfstandig te regeren. In 1335 stond Jan het graafschap Tonnerre af aan zijn zus Johanna, de weduwe van Robert, een zoon van hertog Robert II van Bourgondië. Na haar overlijden in 1360 kwam Jan II opnieuw in het bezit van het graafschap Tonnerre, waarna hij het graafschap onmiddellijk afstond aan zijn zoon Jan III.
Tijdens de Honderdjarige Oorlog vocht Jan in 1346 in de Slag bij Crécy en in 1356 in de Slag bij Poitiers. Bij deze laatste veldslag werd hij gevangengenomen door het Engelse leger, waarna hij van 1357 tot 1361 in Engelse gevangenschap leefde. 
In 1362 stierf Jan II, waarna hij als graaf van Tonnerre en Auxerre werd opgevolgd door zijn zoon Jan III. 

## Huwelijk en nakomelingen
In 1317 huwde Jan II met Adelheid (overleden na 1362), dochter van Reinoud van Bourgondië, die graaf van Montbéliard was. Ze kregen volgende kinderen:
- Jan III (1318-1379), graaf van Auxerre en Tonnerre
- Johanna (overleden in 1342), vrouwe van Nancuise
- Willem, heer van Chavannes
- Humbert (overleden rond 1362)
- Tristan (overleden in 1369), heer van Châtel-Bellin
- Margaretha (overleden in 1378)
- Beatrix (overleden rond 1369), vrouwe van Montgiffond, huwde met Humbert VI Thoire de Villars
- Louise, werd abdis
- Eleonora, abdis van Remiremont
- Isabella
- Henriëtte (overleden rond 1373), vrouwe van Binans, huwde met Hugo de Vienne, heer van Pagny